# 八幡村 (福島県相馬郡)
八幡村（やわたむら）は福島県北東部、相馬郡に属していた村。現在の相馬市南部、宇多川中流右岸から日下石川上流域にかけての地域にあたる。

## 地理
- 河川：宇多川、日下石川

## 歴史
- 1889年（明治22年）4月1日 - 町村制の施行により、成田村、今田村、坪田村、富沢村が合併して宇多郡八幡村が発足。
- 1896年（明治29年）4月1日 - 所属郡が相馬郡に変更。
- 1954年（昭和29年）3月31日 - 中村町・飯豊村・磯部村・日立木村・大野村・山上村・玉野村と合併して相馬市が発足。同日八幡村廃止。